# Wereldkampioenschappen schoonspringen 2013 – tienmetertoren synchroon vrouwen
Het synchroonspringen vanaf de tienmetertoren voor vrouwen tijdens de wereldkampioenschappen schoonspringen 2013 vond plaats op 22 juli 2013 in het Piscina Municipal de Montjuïc in Barcelona.

## Uitslag
Groen geeft de finalisten weer.
| Rang   | Naam                                     | Land                | Voorronde | Voorronde | Finale | Finale |
| Rang   | Naam                                     | Land                | Punten    | Rang      | Punten | Rang   |
| ------ | ---------------------------------------- | ------------------- | --------- | --------- | ------ | ------ |
| Goud   | Chen Ruolin Liu Huixia                   | China               | 340.92    | 1         | 356.28 | 1      |
| Zilver | Meaghan Benfeito Roseline Filion         | Canada              | 308.40    | 4         | 331.41 | 2      |
| Brons  | Pandelela Rinong Leong Mun Yee           | Maleisië            | 310.98    | 3         | 331.14 | 3      |
| 4      | Lara Tarvit Emily Boyd                   | Australië           | 295.92    | 7         | 309.78 | 4      |
| 5      | Tonia Couch Sarah Barrow                 | Verenigd Koninkrijk | 306.54    | 6         | 309.72 | 5      |
| 6      | Paola Espinosa Alejandra Orozco          | Mexico              | 314.25    | 2         | 306.39 | 6      |
| 7      | Cheyenne Cousineau Samantha Bromberg     | Verenigde Staten    | 285.15    | 9         | 301.74 | 7      |
| 8      | Joelia Timosjinina Jekaterina Petoechova | Rusland             | 308.04    | 5         | 298.32 | 8      |
| 9      | Kim Jin-ok Choe Un-gyong                 | Noord-Korea         | 285.30    | 8         | 276.54 | 9      |
| 10     | Villő Kormos Zsófia Reisinger            | Hongarije           | 256.26    | 12        | 261.24 | 10     |
| 11     | Cho Eun-bi Kim Su-ji                     | Zuid-Korea          | 266.82    | 11        | 259.80 | 11     |
| 12     | Maria Kurjo Julia Stolle                 | Duitsland           | 270.72    | 10        | 253.08 | 12     |
| 13     | Dew Setyaningsih Linadini Yasmin         | Indonesië           | 203.67    | 13        |        |        |